# Bisdom Daltonganj
Het bisdom Daltonganj (Latijn: Dioecesis Daltonganiensis) is een rooms-katholiek bisdom met als zetel Medininagar (voorheen Daltonganj genaamd), in India. Het bisdom is suffragaan aan het aartsbisdom Ranchi. 

## Geschiedenis
Het bisdom werd opgericht op 5 juni 1971, uit delen van het aartsbisdom Ranchi.

## Parochies
Het bisdom had in 2021 een oppervlakte van 2.750 km2 en telde 3.358.000 inwoners waarvan 2,1% rooms-katholiek was.

## Bisschoppen
- George Victor Saupin (5 juni 1971 - 30 november 1987)
- Charles Soreng (23 oktober 1989 - 1 april 1995)
- Gabriel Kujur (3 maart 1997 - 7 juli 2016)
  - Anand Jojo (apostolisch administrator: 7 juli 2016 - 8 december 2021)
- Theodore Mascarenhas (30 november 2023 - heden; apostolisch administrator sinds 8 december 2021)

## Galerij van afbeeldingen

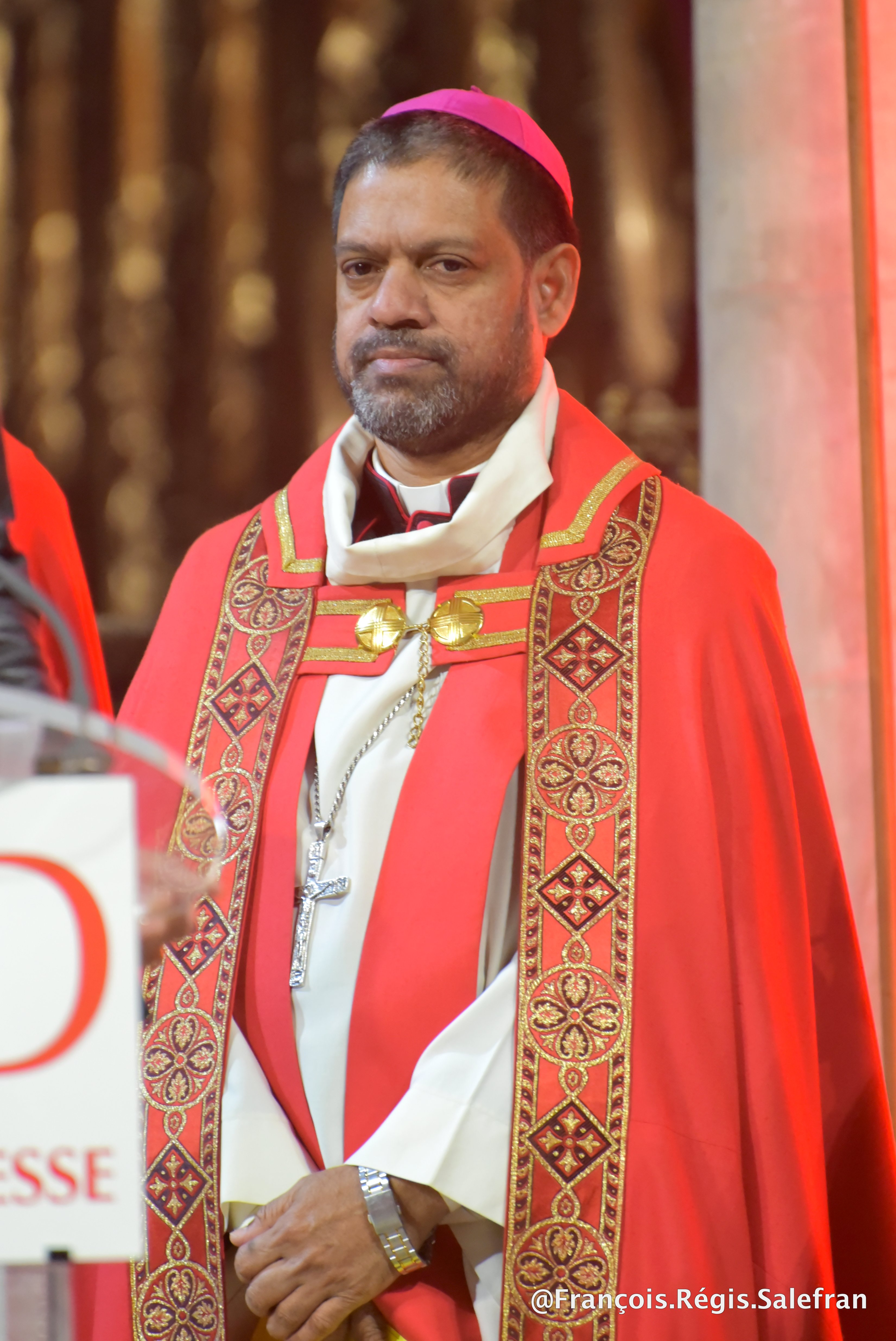
Bisschop Theodore Mascarenhas (2023-heden)

Ranchi (aartsbisdom) · Daltonganj · Dumka · Gumla · Hazaribag · Jamshedpur · Khunti · Port Blair · Simdega